# Svobodni (Primorsko-Ajtarsk)
Svobodni (del ruso: Свободный) es un jútor del raión de Primorsko-Ajtarsk del krai de Krasnodar en el sur de Rusia. Está situado junto a las marismas y limanes que forman la desembocadura del río Kirpili, 18 km al sureste de Primorsko-Ajtarsk y 110 km al noroeste de Krasnodar, la capital del krai. Tenía 1 287 habitantes en 2010.
Es cabeza del municipio Svobodnoye, al que pertenecen asimismo Kurchanski, Joroshílov y Zanko.